# Гонтерманн, Генрих
Генрих Гонтерманн (нем. Heinrich Gontermann; 25 февраля 1896 — 30 октября 1917) — германский лётчик-истребитель, один из лучших германских асов Первой мировой войны с 39-ю сбитыми самолётами противника во время Первой мировой войны.

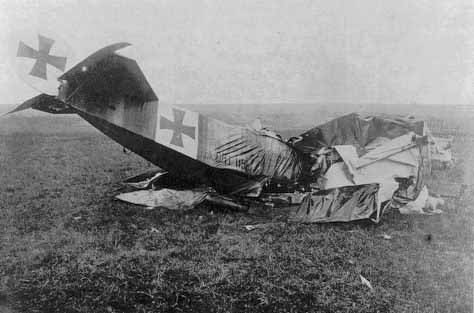
Самолёт Гонтерманна после катастрофы

## Биография
Гонтерманн родился в семье кавалерийского офицера, фабриканта Генриха Гонтерманна (умер 12 декабря 1929). В начале Первой мировой войны добровольно вступил в Восточный Уланский полк. В августе 1914 года был ранен. в 1915 году подал рапорт о переводе в авиацию Рейхсвера, который некоторое время спустя был удовлетворен. Почти год он пролетел курсантом в лётной школе на биплане Roland С II. После обучения, приобретя навыки лётчика-истребителя к концу 1916 года Гонтерманн прибыл Jagdstaffel 5 на должность пилота. 14 ноября этого же года Гонтерманн сбивает свой первый самолёт и до 6 апреля 1917 года одерживает 7 побед в воздушных боях. Через два дня сбивает свой первый аэростат. Ввиду его явных успехов в воздушных боях его назначают на должность командира эскадрильи Jagdstaffel 15.
Гонтерманн считался непревзойденным асом по уничтожению дирижаблей и аэростатов заграждения противника наряду с Фридрихом фон Рётом, разработавшим тактику уничтожения аэростатов. Суть манёвра заключалась в том, что атакующий самолёт на большой скорости сбивал несколько аэростатов за один заход, что затрудняло поражение ответным огнём от средств противодействия противника. Так, 19 августа 1917 года он сбил сразу 4 аэростата заграждения.
За свои выдающиеся достижения Гонтерманн 14 мая 1917 года награждён орденом Pour le Mérite.
При выполнении испытательного полета 30 октября 1917 года на триплане Fokker Dr I на своем аэродроме в Марле потерпел катастрофу — разрушилась часть верхнего крыла, самолёт рухнул на землю. Он был ещё жив, когда его извлекли из-под обломков, но скончался через сутки в госпитале.
Похоронен 6 ноября на кладбище Lindenbergfriedhof в Зигене.

## Награды
- Знак военного летчика (Королевство Пруссия)
- Железный крест 2-го класса (Королевство Пруссия)
- Железный крест 1-го класса (5 марта 1917)
- Королевский орден Дома Гогенцоллернов рыцарский крест с мечами (6 мая 1917) (Королевство Пруссия)
- Военный орден Максимилиана Иосифа рыцарский крест (11 мая 1917) (Королевство Бавария)
- Орден  «Pour le Mérite» (14 мая 1917) (Королевство Пруссия)